# Muriés
Muriés (en occità Moriés; en francès Mouriès) és un municipi francès situat al departament de les Boques del Roine i a la regió de Provença – Alps – Costa Blava.

## Demografia
| Evolució de la població |       |       |       |       |       |       |       |       |
| 1793                    | 1800  | 1806  | 1821  | 1831  | 1836  | 1841  | 1846  | 1851  |
| -                       | 1 966 | 1 643 | 1 936 | 1 789 | 1 845 | 1 830 | 1 890 | 2 003 |

| 1856  | 1861  | 1866  | 1872  | 1876  | 1881  | 1886  | 1891  | 1896  |
| ----- | ----- | ----- | ----- | ----- | ----- | ----- | ----- | ----- |
| 2 101 | 2 163 | 2 242 | 2 200 | 2 060 | 1 964 | 1 995 | 1 690 | 1 680 |

| 1901  | 1906  | 1911  | 1921  | 1926  | 1931  | 1936  | 1946  | 1954  |
| ----- | ----- | ----- | ----- | ----- | ----- | ----- | ----- | ----- |
| 1 648 | 1 500 | 1 500 | 1 453 | 1 417 | 1 300 | 1 300 | 1 307 | 1 383 |

| 1962  | 1968  | 1975  | 1982  | 1990  | 1999  | 2006 | 2011 | 2016 |
| ----- | ----- | ----- | ----- | ----- | ----- | ---- | ---- | ---- |
| 1 434 | 1 631 | 1 865 | 2 283 | 2 505 | 2 752 | -    | -    | -    |

| 2019 | - | - | - | - | - | - | - | - |
| ---- | - | - | - | - | - | - | - | - |
| -    | - | - | - | - | - | - | - | - |

## Administració
| Període   | Identitat         | Partit |
| --------- | ----------------- | ------ |
| 1989-1995 | Jacques Causse    |        |
| 1995-2001 | Anne-Marie Brunel |        |
| 2001-     | Pierre Santoire   |        |

## Imatges

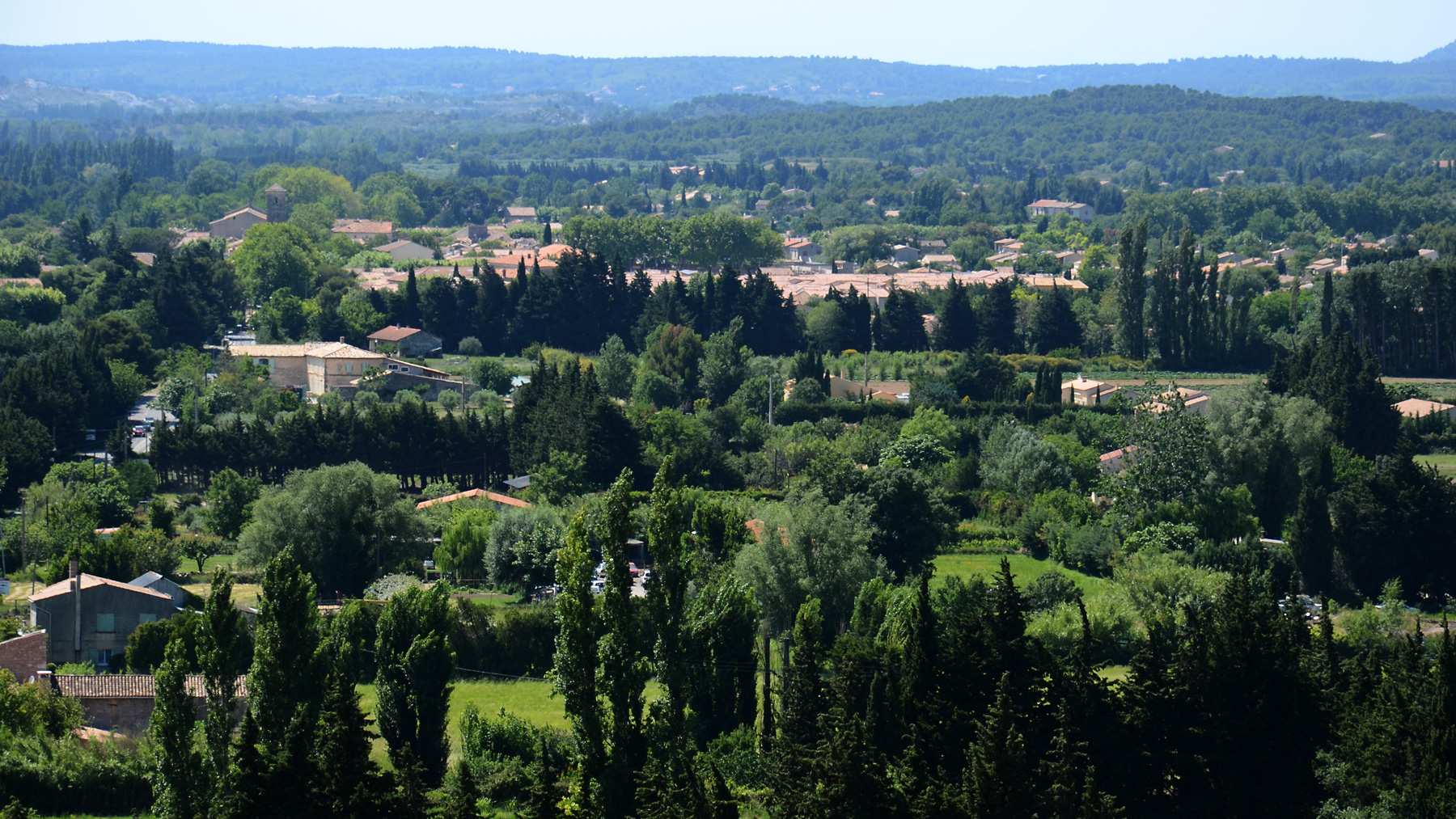
Moriés,
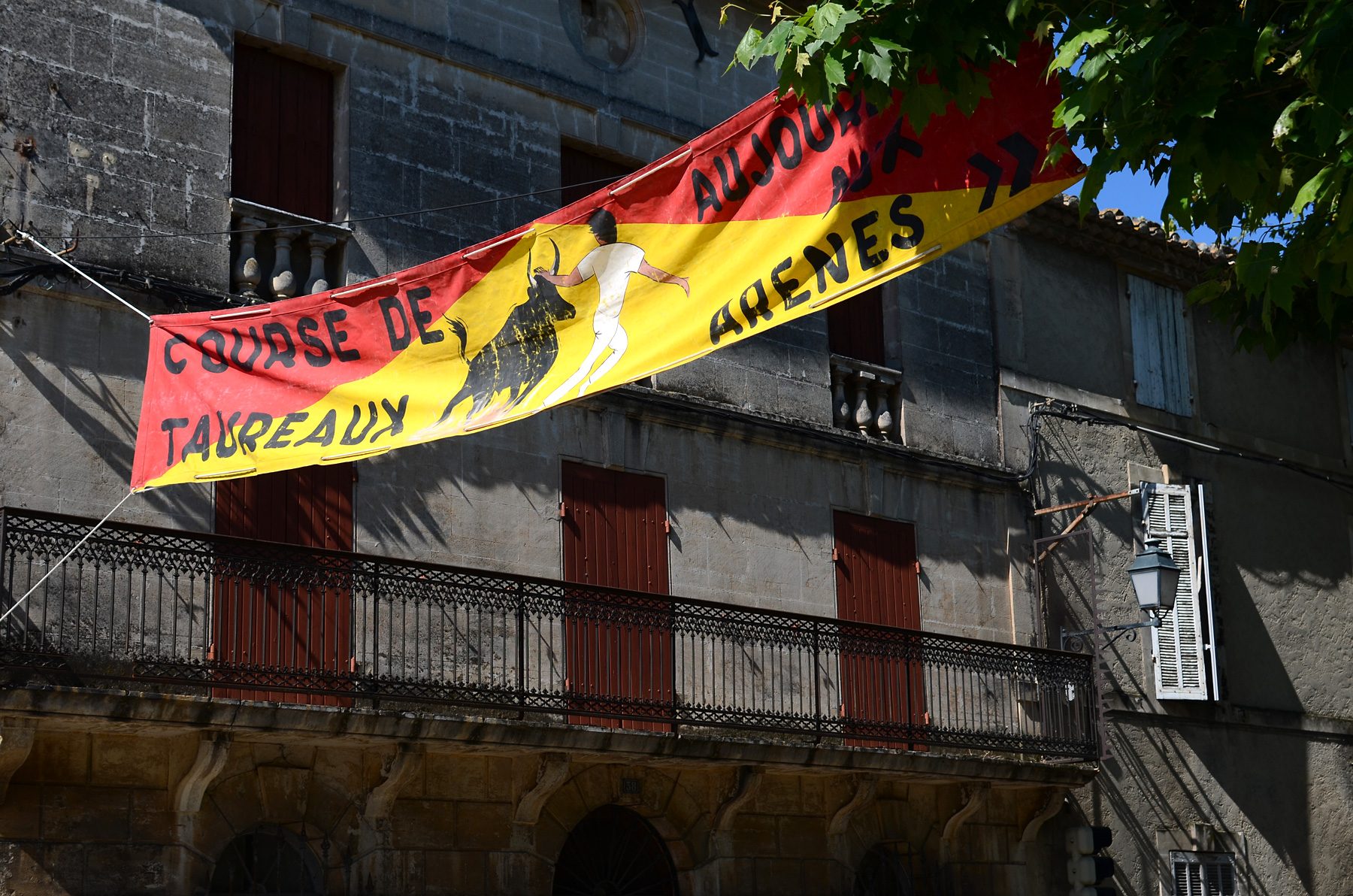
Moriés, Avenue Pasteur
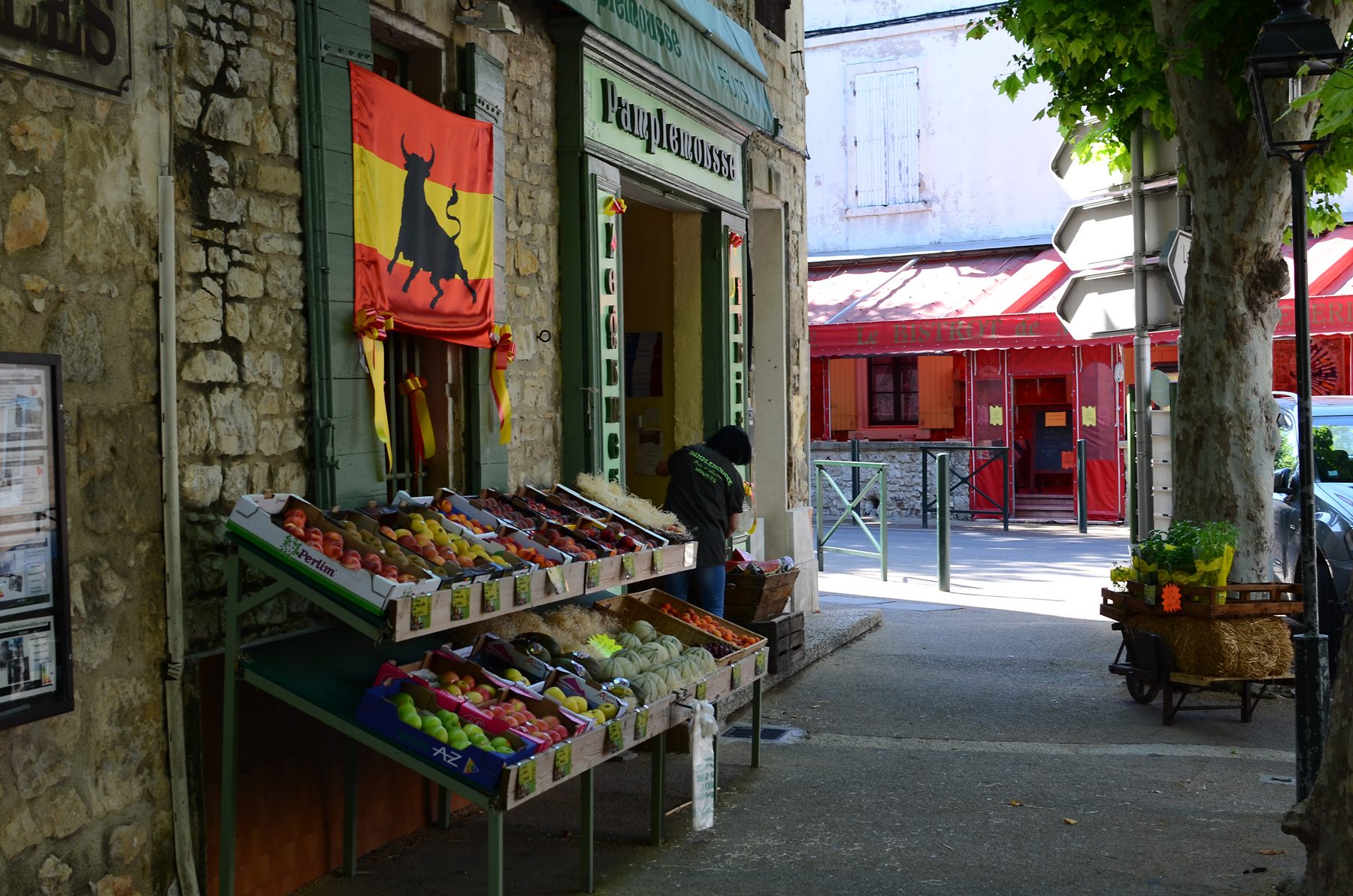
Moriés, Cours Paul Revoil
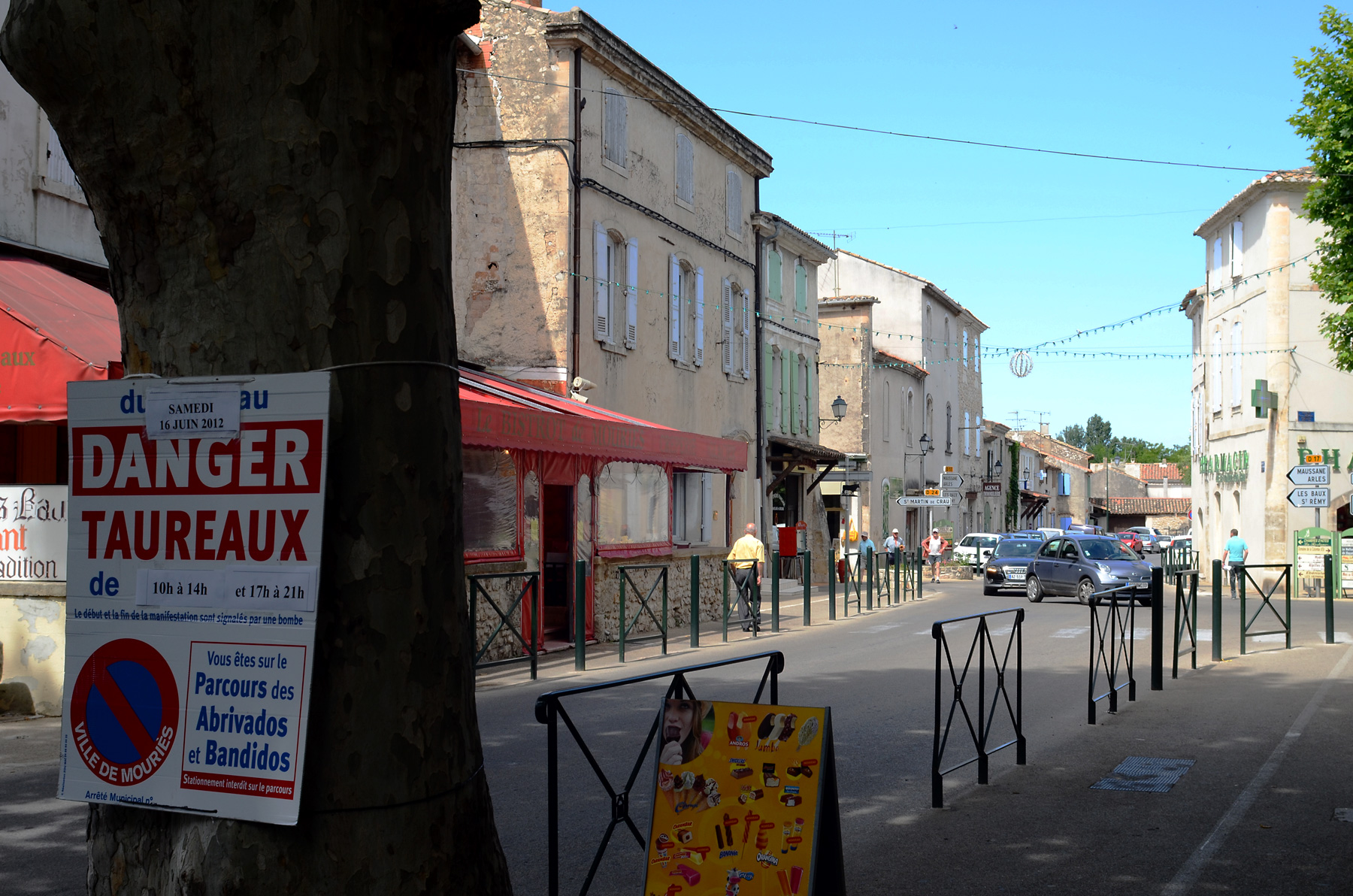
Moriés, Avenue Pasteur
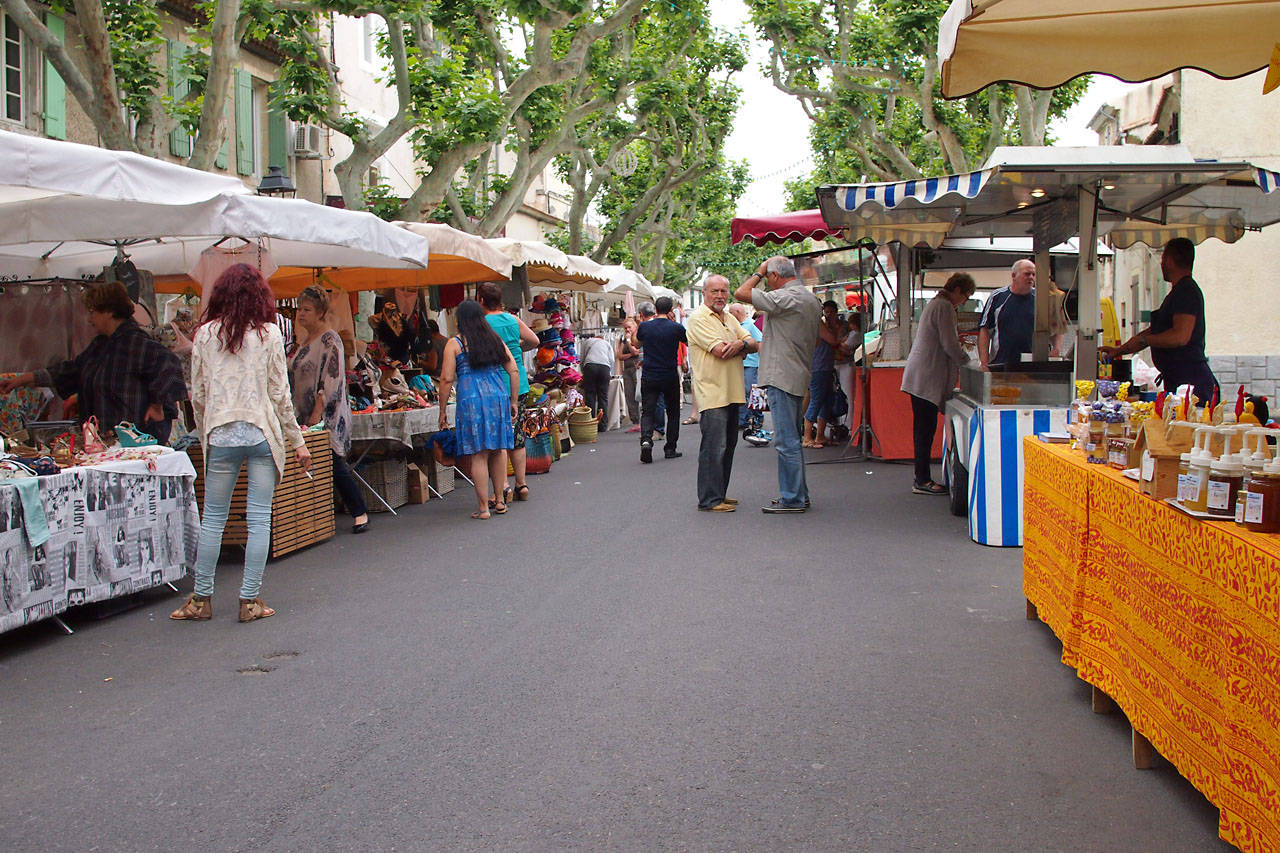
Moriés, mercat, Cours Paul Revoil
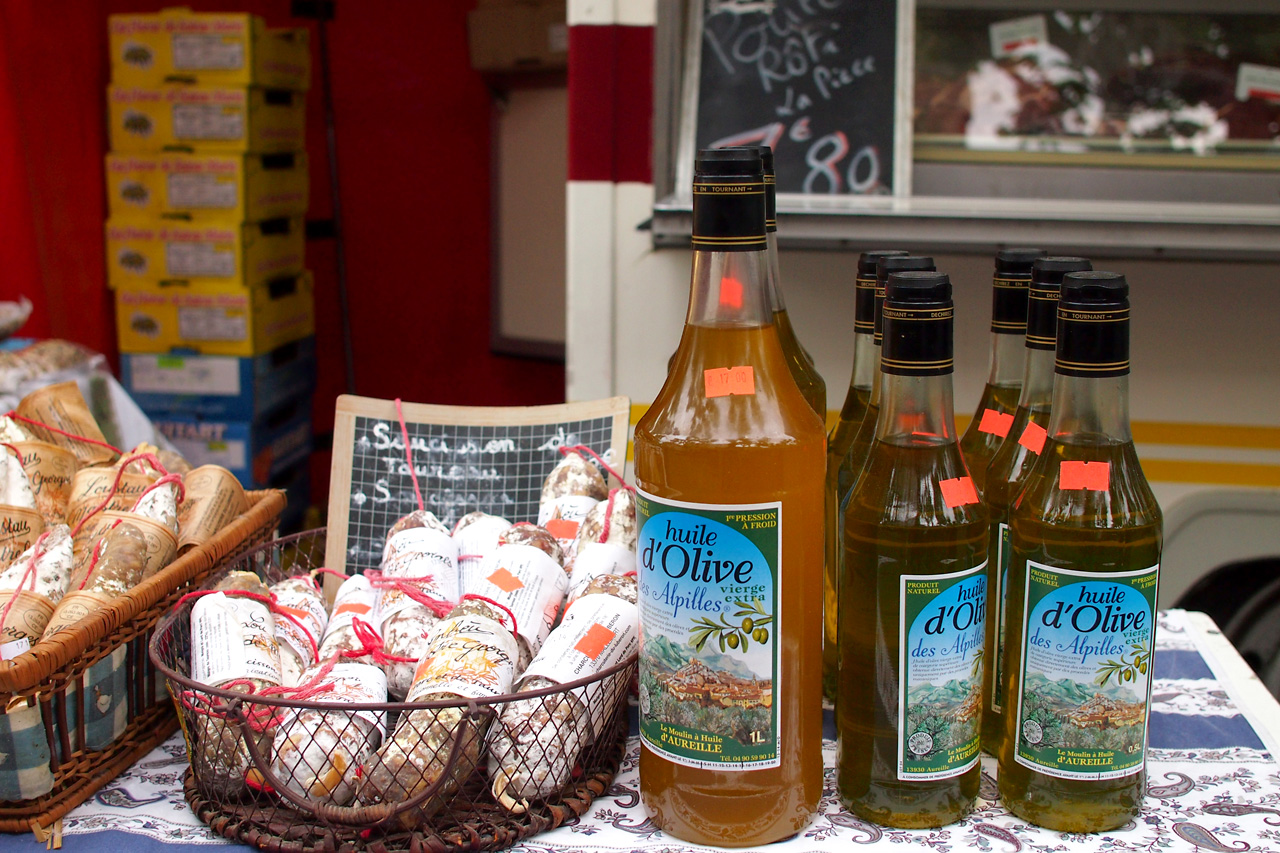
Moriés, mercat, Cours Paul Revoil
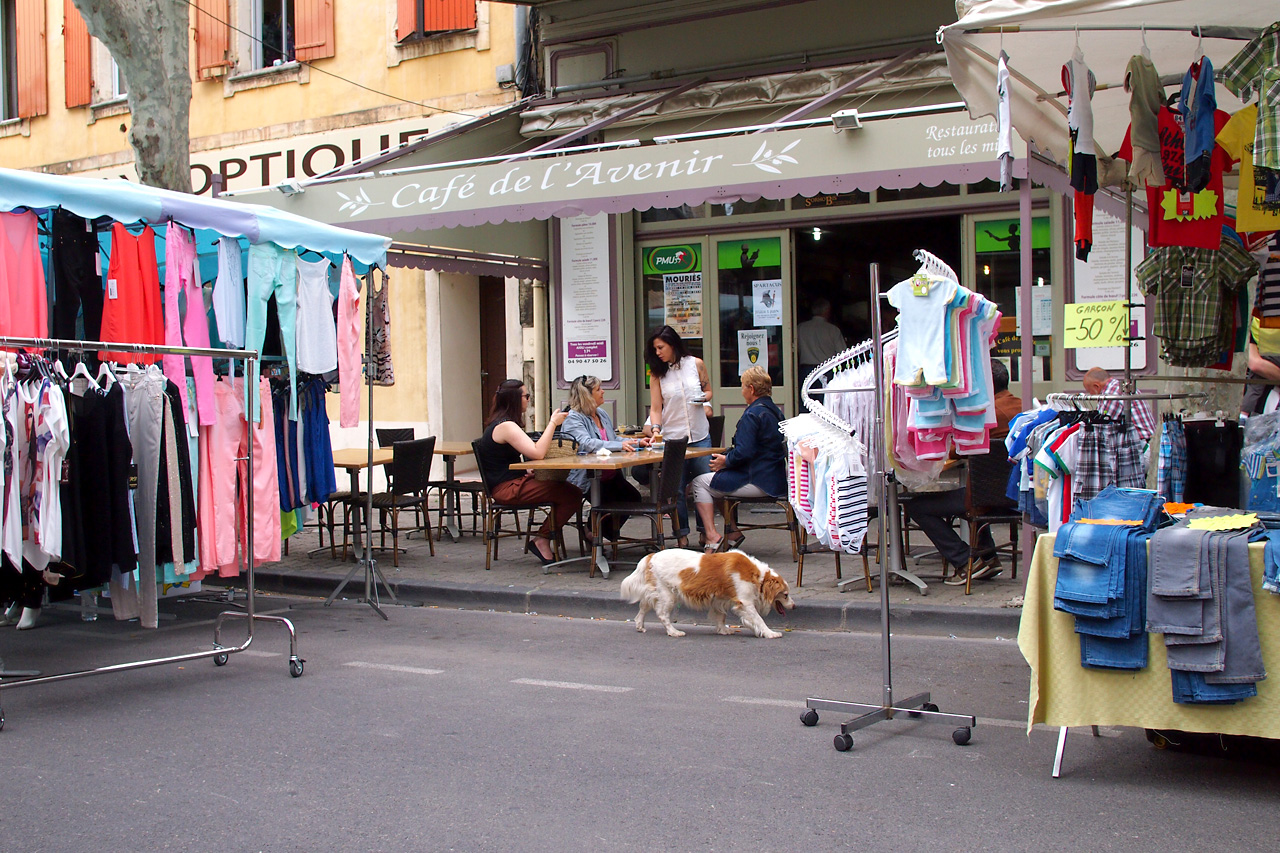
Moriés, mercat, Cours Paul Revoil
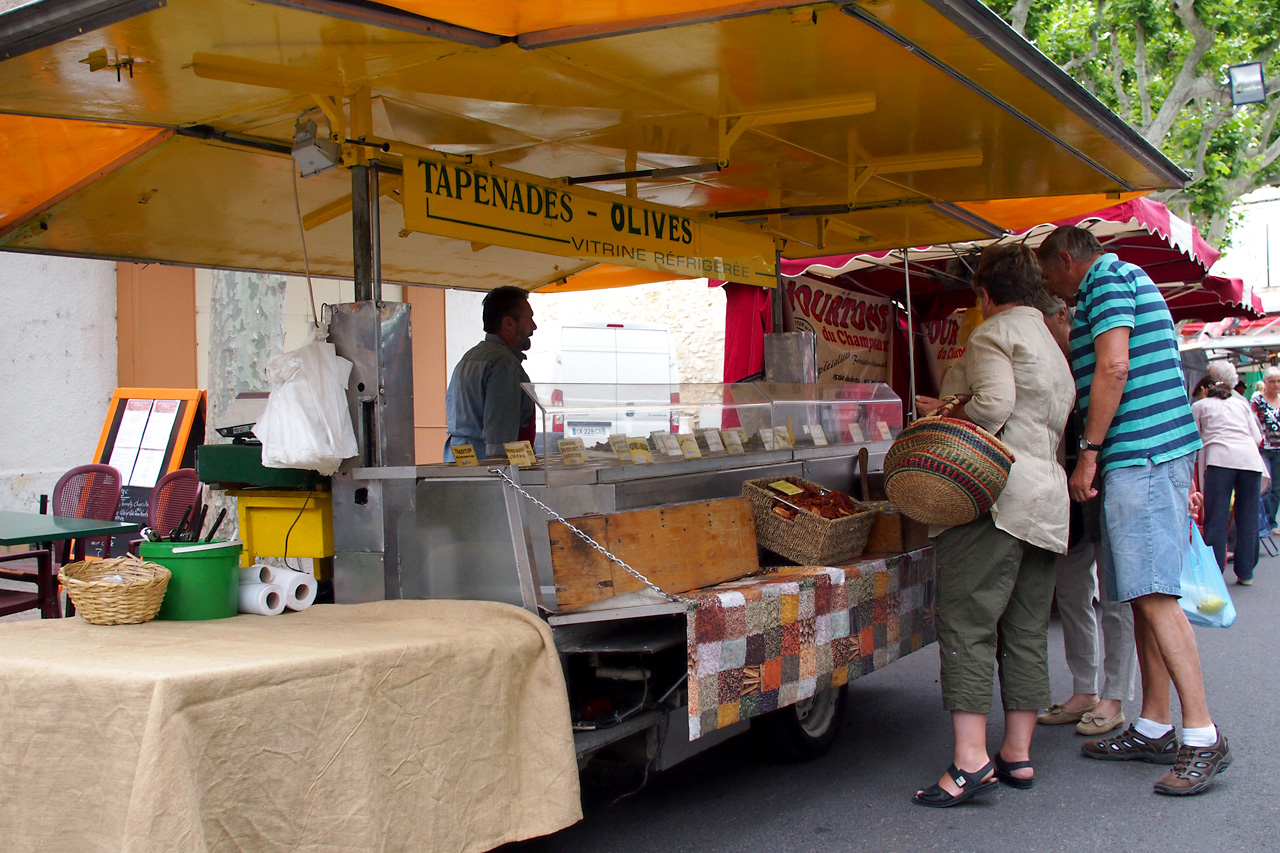
Moriés, mercat, Cours Paul Revoil
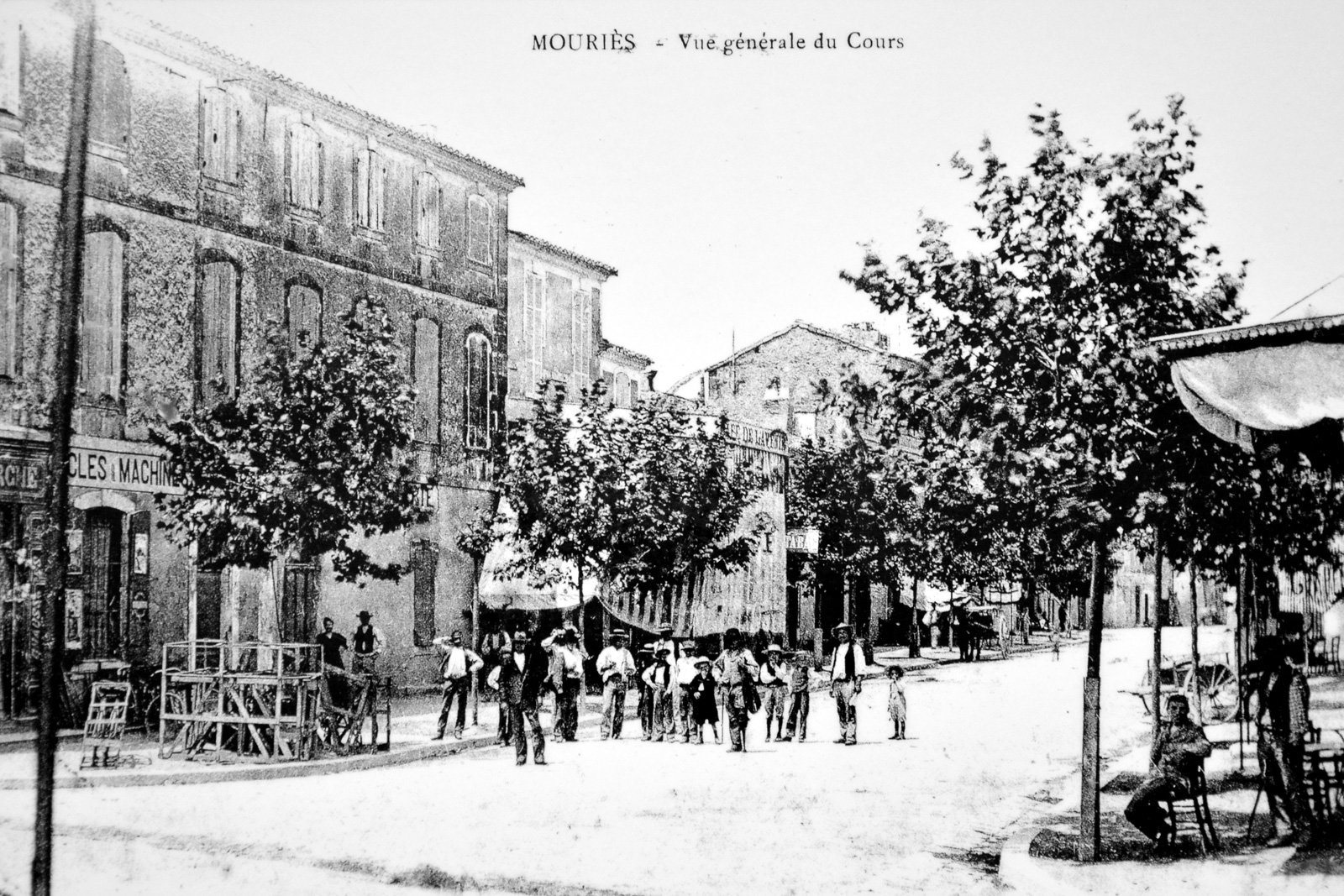
Moriés 1900. Le Cours (Cours Paul Revoil)
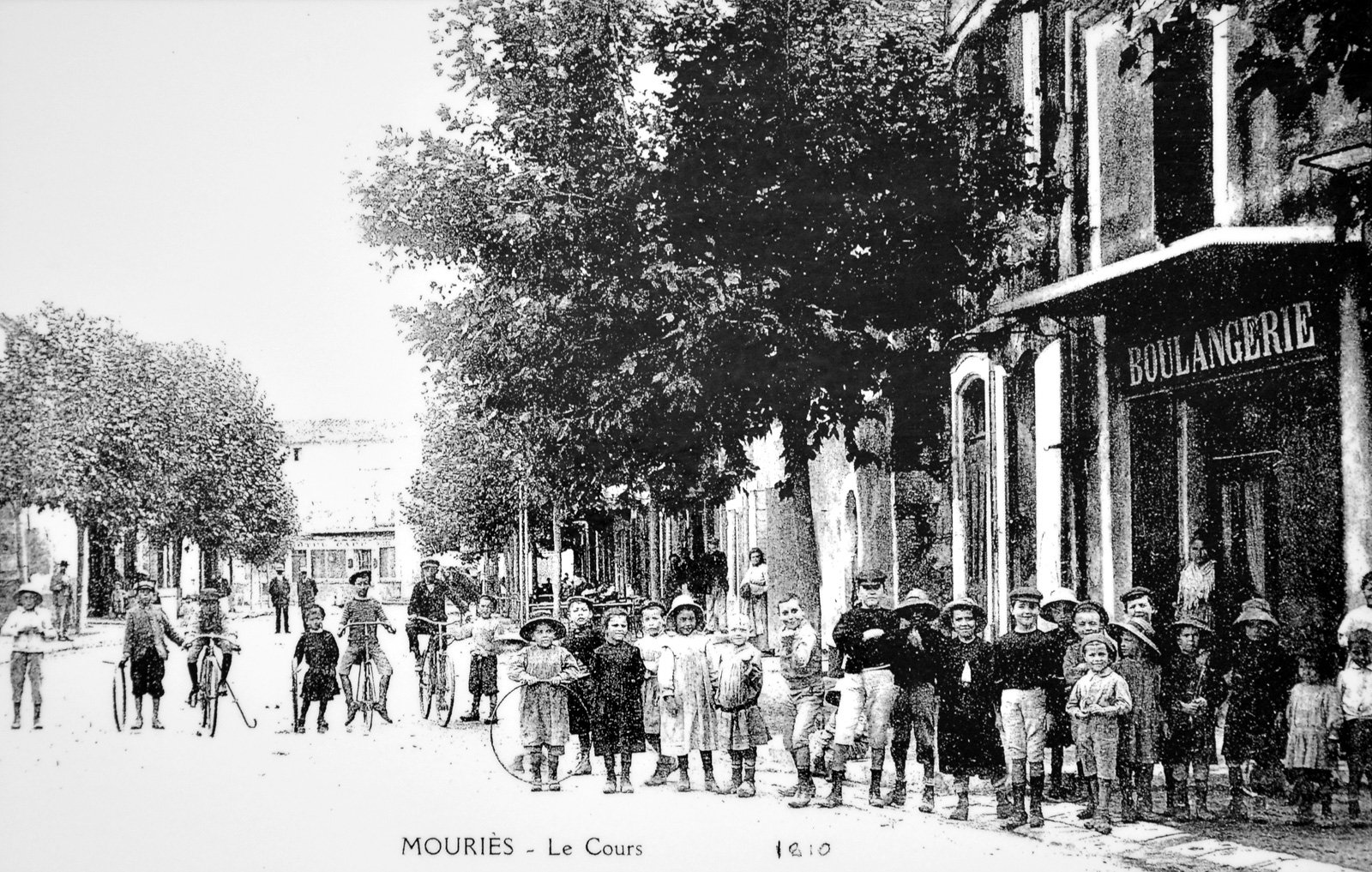
Moriés 1910. Le Cours (Cours Paul Revoil)
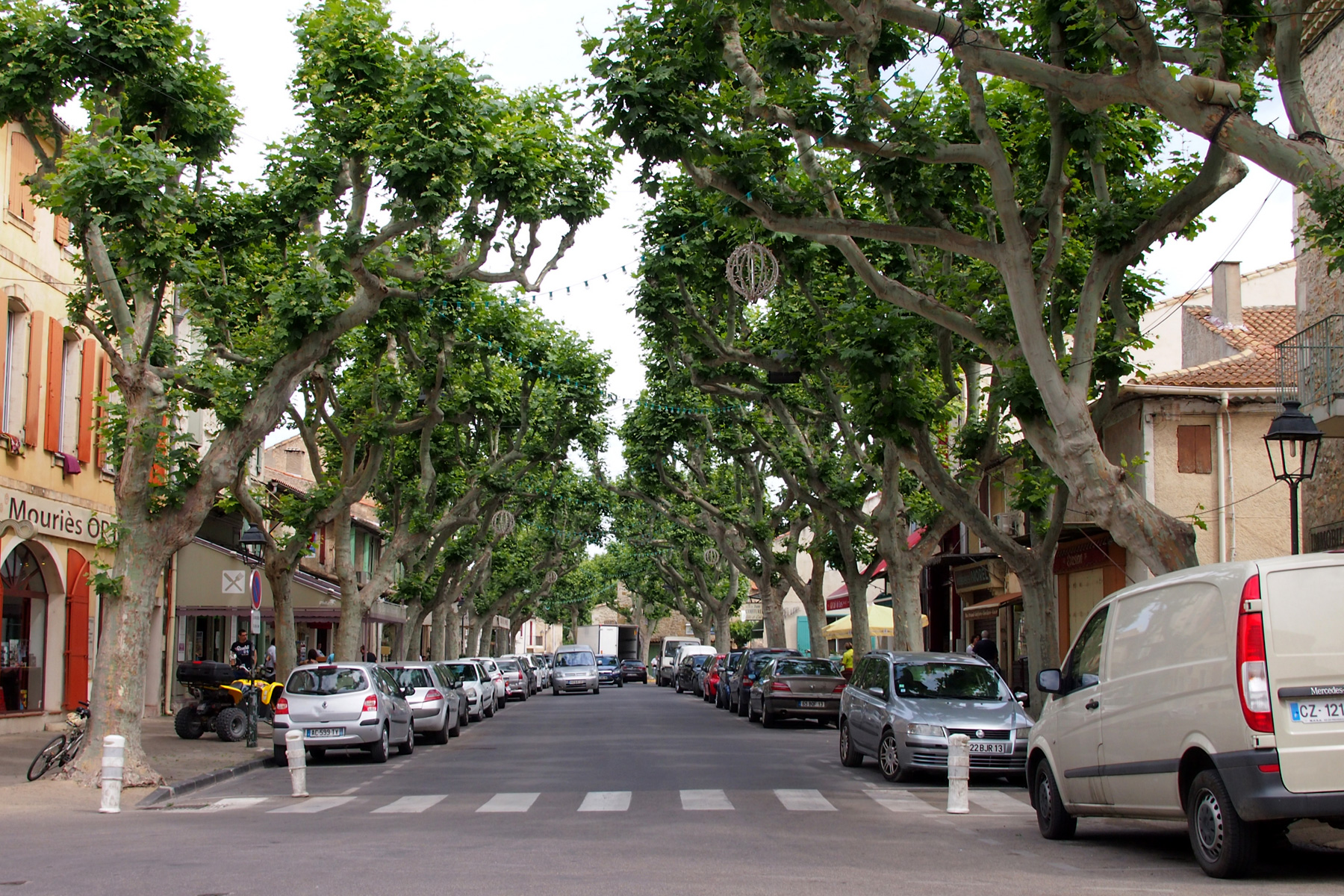
Moriés 2014. Cours Paul Revoil